# Aristoxenus
Aristoxenus là một nhà triết học Hy Lạp thuộc Liên bang và là một học trò của Aristotle. Hầu hết các bài viết của ông liên quan đến triết học, đạo đức và âm nhạc đều bị mất, nhưng một bài luận về âm nhạc, Elements of Harmony tồn tại chưa đầy đủ, cũng như một số đoạn liên quan đến nhịp điệu và đồng hồ.  Tác phẩm Elements là nguồn tham khảo chủ yếu của chúng ta về âm nhạc Hy Lạp cổ đại.